# التجارب النازية على البشر

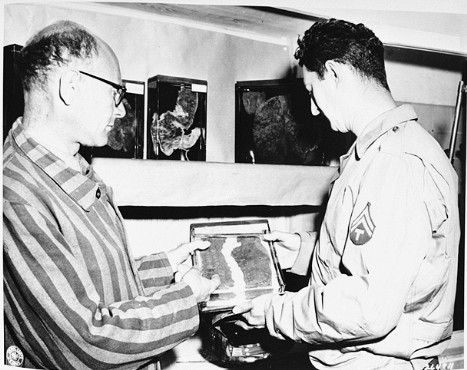

التجارب النازية على البشر كانت سلسلة من التجارب الطبية على أعداد كبيرة من السجناء (بمن فيهم الأطفال)، بشكل كبير اليهود من أنحاء أوروبا، لكن أيضا الرومانين، والسنتين، الأقطاب العرقية، أسرى الحرب السوفتيين ألمانيا النازية، والألمانين ذوي الاحتياجات الخاصة من قِبل ألمانيا النازية في معسكرات الاعتقال بشكل رئيسي في بدايات ال 1940 م أثناء الحرب العالمية الثانية والهولوكوست (المحرقة). 
الأطباء النازيين ومساعديهم قاموا بإجبار المساجين على المشاركة؛ حيث أنهم لم يتطوعوا بإرادتهم ولم تؤخذ موافقة للعمليات. في العادة العمليات أدت إلى الموت،الصدمات النفسية، التشوه أو الإعاقة الدائمة وهذا يعد من التعذيب الطبي  
 في معسكر أوشفيتز بيركينو وغيره من المعسكرات التي كانت تحت إشراف ادوارد ویرتس، سجناء مُختاريين تعرضوا إلى عدة تجارب خطرة صُممت لمساعدة أفراد العسكرية الألمانية في حالات القتال، تطوير أسلحة جديدة، والمساعدة في معافاة العسكريين الذين أصيبوا، وللمضي قدماً في الإيديولوجية العنصرية النازية. أربيرت هايم أجرى تجارب طبية مشابهة في معسكر اعتقال ماوتهاوزن. كارل فين Carl Værne عُرف بأنه قد أجرى تجارب على السجناء المثليين جنسياً في محاولة «لعلاج» المثلية الجنسية.   
بعد الحرب حُوكمت هذه الجرائم في محاكمة عُرفت باسم محاكمة الأطباء. والاستياء من الانتهاكات التي اُرتكبِت أدت إلى تطوير قانون نورمبرغ لأخلاقيات مهنة الطب. 

## التجارب
وفقا للوائح الاتهام في محاكمات نورمبرغ[1][3]، هذه التجارب تتضمن التالي: 

### تجارب على التوائم
تم إنشاء تجارب على الأطفال التوأم في معسكرات الاعتقال لإظهار أوجه الشبه والاختلاف في علم الوراثة في التوائم، وكذلك لمعرفة ما إذا كان جسم الإنسان يمكن التلاعب به بصورة غير طبيعية. خلال الفترة 1943-1944
أجرى القائد المركزي للتجارب جوزيف منجلي تجارب على ما يقرب من 1500 مجموعة من التوائم في سجن في معسكر أوشفيتز. نجا نحو 200 شخص هذه الدراسات. وقد رتبوا التوائم حسب العمر والجنس ووضعوهم في ثكنات (مركز الجنود)
بين التجارب التي تراوحت من حقن الأصباغ المختلفة في عيون التوائم لمعرفة ما إذا كان من شأنها أن تغير لونها إلى خياطة التوائم معا في محاولات لخلقالتوائم الملتصقة. 

### تجارب العظام والعضلات وزرع الأعصاب
من حوالي سبتمبر 1942إلى حوالي ديسمبر 1943 أجريت التجارب فيمعسكر اعتقال رافنسبروك، لصالح القوات المسلحة الألمانية، لدراسة العظام والعضلات، وتجديد الأعصاب، وزرع العظام من شخص إلى آخر. أقسام من العظام والعضلات والأعصاب أزيلت من ضحايا التجربة دون استخدام التخدير. ونتيجة لهذه العمليات، عانى الكثير منهم العذاب الشديد، والتشويه، والعجز الدائم.  

### تجارب إصابة الرأس
في منتصف 1942 في بارانافيتشي، بولندا المحتلة، أجريت التجارب في مبنى صغير خلف منزل خاص يسكن فيه ضابط نازي -وجهاز أمن معروف-، والذي حصلت فيه حادثة الصبي الصغير ذو الأحد عشر أو اثني عشر عامًا الذي كان مربوطًا على كرسي حتى انه لا يمكنه أن يتحرك وفوقه وٌضعت مطرقة آلية تأتي كل بضع ثوان على رأسه. وهذا التعذيب دفع الصبي إلى الإصابة بالجنون.   

### تجارب التجميد
سلاح الجو الألماني (الرايخ الثالث) التجارب بهدف اكتشاف وسائل لمنع وعلاج انخفاض درجة حرارة الجسم. كان هناك 360-400 تجربة و280-300 من الضحايا مما يشير إلى أن بعض الضحايا اُستخدموا في أكثر من تجربة واحدة  
 "Exitus” جدول (الموت) الذي وضعه الدكتور سيغموند راشر”شهد أحد المساعدين في وقت لاحق أن بعض الضحايا ألقيت في الماء المغلي لإعادة التدفئة".
التجميد واخفاض درجة حرارة الجسم اجريت للقيادة العليا النازية لمحاكاة الظروف التي عانت منها الجيوش فيالجبهة الشرقية، حيث أن القوات الألمانية كانت غير مهيأة للطقس البارد الذي واجهته لذا أجرت العديد من التجارب على القوات الروسية التي القوا القبض عليها؛ حيث تساءل النازيين ما إذا كانت العوامل الوراثية للروسين هيا ما أعطاهم مقاومة متفوقة للبرد. المسؤولين المحليين كانوا داخاو وأوشفيتز. الدكتور سيغموند راشر، وهو طبيب الوحدات الوقائية التي مقرها داخاو، ذكر هذا لوحدات الرايخفهر الوقائية وهاينريش هيملر مباشرة ونشر نتائج تجارب التجميد التي أجراها في المؤتمر الطبي 1942 بعنوان «المشاكل الطبية الناشئة عن البحر والشتاء». ما يقارب من 100 شخص لقوا حتفهم نتيجة لهذه التجارب.  

### تجارب الملاريا
من حوالي فبراير 1942 إلى حوالي أبريل 1945، أجريت التجارب في معسكر الاعتقال داخاو من أجل العثور على تحصين لعلاج الملاريا. حيث تم نقل عدوى للسجناء الصحيين عن طريق البعوض أو عن طريق حقن مقتطفة من الغدد المخاطية للإناث البعوض. ثم بعد إصابتهم بالمرض، تم علاجهم بمختلف أنواع المخدرات لاختبار الكفاءة النسبية. واستخدم أكثر من 1000 شخص في هذه التجارب وتوفي أكثر من نصفهم نتيجة لذلك.

### تجارب التحصين
في معسكرات الاعتقال الألمانية زاكسينهاوزن، داخاو، ناتزوايلير، بوخنفالد، ونيونغامي، اختبر العلماء مركبات التحصين والأمصال للوقاية والعلاج من الأمراض المعدية، بما فيها الملاريا والتيفوس والسل وحمى التيفوئيد والحمى الصفراء والتهاب الكبد المعدي  

### تجارب غاز الخردل
في أوقات مختلفة بين سبتمبر 1939 وأبريل 1945، أجريت العديد من التجارب في زاكسينهاوزن، ناتزوايلير، ومخيمات أخرى للبحث عن العلاج الأكثر فعالية من الجروح الناجمة عن غاز الخردل. حيث تم تعريض خاضعي التجربة عمدًا لغاز الخردل ومواد أخرى مولدة للبثور (مثل اللويزيت) التي سببت لهم حروق كيميائية شديدة. ثم تم استخدام جراح الضحايا في اختبار العلاج الأكثر فعالية لحروق غاز الخردل.   

### تجارب السلفوناميد
من حوالي يوليو 1942 إلى حوالي سبتمبر 1943، أجريت التجارب للتحقيق في فعالية السلفوناميد -وهو عامل مضاد للميكروبات الاصطناعية- في رافنسبروك. حيث الحقوا جروحًا مصابة بعدوىبكتيرية مثل المكورات العقدية، المطثية الحاطمة (العامل المسبب في غاز الغرغرينة) والمطثية الكزازية، (العامل المسبب في الكزاز) بضحايا التجربة. ثم تم توقيف الدورة الدموية عن طريق ربط الأوعية الدموية في طرفي الجرح لخلق حالة مماثلة للجروح التي تحصل في ساحة المعركة. وحصل تفاقم للعدوى بسبب إدخال نجارة الخشب والزجاج في الجروح بقوة. كانت تعالج العدوى بالسلفوناميد وأدوية أخرى لتحديد مدى فعاليتها.   

### تجارب مياه البحر
من حوالي يوليو 1944 إلى حوالي سبتمبر 1944، أجريت التجارب في معسكر الاعتقال داخاو لدراسة أساليب مختلفة لجعل مياه البحر صالحة للشرب. عند نقطة واحدة، حرمت مجموعة من حوالي 90 غجري (شعوب الرومن والدومر) من الغذاء وأي مواد مغذية سوى مياه البحر، التي كتبها الدكتور هانز إبينجير، مما تسبب لهم بجروح خطيرة. حيث أصيبوا بالجفاف لدرجة أنهم لوحظوا في محاولات للعق البلاط الذي مُسح حديثًا في محاولة للحصول على المياه الصالحة للشرب

### تجارب التعقيم
أُصدرقانون لمنع النسل المعاب وراثيًا في 14 تموز 1933، الذي أجاز التعقيم القسري للأشخاص ذوي الأمراض التي من الممكن أن تكون وراثية مثل: التخلف العقلي، والفصام وإدمان الكحول، الجنون، والعمى، والصمم، والتشوهات الخلقية. تم استخدام القانون لتشجيع نمو الجنس الآري من خلال التعقيم للأشخاص الذين قد يكون لهم نصيب من كونهم مصابين بعيب وراثي. وقد تم تعقيم 1٪ من المواطنين الذين تتراوح أعمارهم بين 17 إلى 24 في غضون عامين من صدور القانون. وفي غضون 4 سنوات، تم تعقيم 300,000 مريض. من حوالي مارس 1941 إلى حوالي يناير 1945، أجرى الدكتور كارل كلاوبيرغ تجاربالتعقيم في أوشفيتز، رافنسبروك، وغيرها من الأماكن. وكان الغرض من هذه التجارب تطوير طريقة التعقيم التي من شأنها أن تكون مناسبة لتعقيم الملايين من الأشخاص بأقل وقت وجهد ممكن. وقد أجريت هذه التجارب عن طريق الأشعة السينية، والجراحة والأدوية المختلفة. تم تعقيم الآلاف من الضحايا. وبصرف النظر عن كونها تجريبية، اصابت الحكومة النازية حوالي 400,000 شخص بالعقم، كجزء من برنامجها التعقيمي الإجباري. محاليل الحقن الوريدية المحتوية على اليود ونترات الفضة كانت ناجحة، ولكن لها تأثيرات جانبية غير مرغوبة مثل النزيف المهبلي، ألم شديد في البطن، وسرطان عنق الرحم. ولذلك، أصبح العلاج الاشعاعي الخيار المفضل للتعقيم. حيث أن كميات محددة من التعرض للإشعاع تدمر قدرة الشخص على إنتاج البويضات أو الحيوانات المنوية. كانت تدار الإشعاعات عن طريق الخداع. أُحضر السجناء إلى غرفة وُطلب منهم تعبئة الاستمارات، التي أخذت 2-3 دقائق. في هذا الوقت، كان العلاج الإشعاعي مدار في الغرفة، وبدون علم السجناء، أصبحوا عقماء تمامًا. في حين أن العديد منهم أصيبوا بحروق اشعاعية شديدة.  

### التجارب بالسم
في فترة ما بين ديسيمبر 1943 واكتوبير 1944 التجارب أجريت في معسكر اعتقالبوخنفالد لدراسة تأثير سموم مختلفة. السموم كانت
تعطى سراً لضحايا التجربة في طعامهم. توفى الضحايا نتيجةً للسم أو قتلوا على الفور لأجل السماح بالتشريح. في سبتمبر 1944 اُطلق النار على ضحايا التجربة مع استخدام رصاص سام، عُرضوا للتعذيب، وغالباً ماتوا. 

### تجارب القنابل الحارقة
من قرابة نوفيمبر 1943 إلى يناير 1944 اأجريت التجارب في بوخنفالد لاختبار تأثير المستحضرات الصيدلية المختلفة على حروق الفوسفور. أُلحقت هذه الحروق على السجناء باستخدام مواد الفوسفور المستخرجة من القنابل الحارقة.
```
  === تجارب الارتفاعات العالية  ===
```

في أوائل عام 1942 المعتقلين في معسكر الاعتقال داخاو استعملهم سيغموند راشر في تجارب لمساعدة الطيارين الألمان الذين قد يضطروا لاستعمال مقعد القذف في ارتفاعات عالية. تم استخدام غرفة ضغط منخفض تحتوي على هؤلاء المعتقلين لمحاكاة الظروف على ارتفاعات تصل إلى 20,000 m (66,000 ft). كان يشاع ان راشر أجرى عمليات تشريح على أدمغة الضحايا الذين نجوا من التجربة الأولى. 80 من ال 200 ضحية لقوا حتفهم مباشرةً واعدم الباقين. 

## تعقيب
توفى كثير من الذين خضعوا للتجارب نتيجة التجارب التي أجريت من قبل النازيين، بينما أعدم الكثير من الاخرين بعد ان اكتملت الاختبارات لدراسة اثار ما بعد الوفاة. أولئك الذين نجوا تُركوا غالباً مشوهين، يعانون من إعاقة دائمة، أجسام ضعيفة، واضطرابات عقلية ونفسية. في التاسع عشر من أغسطس 1947 وضع الأطباء الذين أمسكت بهم قوات الحلفاء في محاكمة في الولايات لمتحدة الأمريكية ضد كارل براندت المعروفة باسم محاكمة الأطباء. في المحاكمة جادل الكثير من الأطباء في الدفاع عن أنفسهم أنه لا يوجد قانون دولي في ما يتعلق بالتجارب الطبية  
مسألة الموافقة المسبقة في السابق كانت خلافية في الطب الألماني في 1900 عندما تسبب الدكتور البريت نيسر بعدوى المرضى (خاصةً العاهرات) بمرض الزهري بدون موافقتهم. على رغم من الدعم الذي تلقاه الدكتور نيسر من معظم المجتمع الأكاديمي فإن الرأي العام بقيادة الطبيب النفسيالبريت مول كان ضد نيسر. في حين تم تغريم نيسر من قِبل المحكمة التأديبية الملكية. مول وضع نظرية العقد الوضعية على أساس قانوني على العلاقة بين المريض والطبيب. الذي لم يتم اعتماده من قِبل القانون الألماني. في نهاية المطاف، أصدر وزير الشؤون الدينية والتعليمية والطبية توجيه مشيراً إلى ان التداخلات الأخرى غير التشخيص، والمداواة، والتحصين استبعدت في جميع الظروف إذا كان الإنسان قاصر أو غير مكون لاسباب أخرى. أو إذا لم يتم اعطاء «موافقة لا لبس فيها» بعد «التفسير الصحيح للعواقب السلبية المحتملة» للتدخل، على الرغم من ذلك لم يكن ملزما من الناحية القانونية. 
رداً على ذلك الدكتوران ليو اليكساندر واندريو كونواي افي صاغوا مذكرة من عشر نقاط بعنوان التجارب الطبية المسموح بها التي اكملت لتصبح معروفة باسم قانون نورمبرغ. القانون يدعو إلى معايير كالموافقة الطواعية من المرضى، وتجنب الألم والمعاناة الغير لازمة، ويجب ان يكون هناك اعتقاد بعدم انتهاء التجربة بالموت أو الإعاقة. القانون لم يستشهد به في أي من الاحكام ضد المتهمين ولم يصل إلى أي منقوانين الطب الأمريكية أو الألمانية 

### القضايا الاخلاقية الحديثة
استعملت نتائج تجربة داخاو للتجميد في بعض البحوث الحديثة في علاج انخفاض حرارة الجسم، مع وجود ما لا يقل عن 45 منشور استعملها كمرجع منذ الحرب العالمية الثانية[26][29].هذا جنباً إلى جنب مع الاستعمال المؤخرللبيانات الموفرة من الدراسة النازية في آثار غازالفوسجين، فقد اثبت خلافاً ووجود معضلةأخلاقية للأطباء الحديثين الذين لا يتفقون مع الطرق المستخدمة للحصول على هذه البيانات. البعض اعترض على أساس أخلاقي والبعض رفض الدراسات النازية على أسس علمية بحتة مُشيرين إلى التناقضات المنهجية. في مراجعة استشهدت كثيراً من المرات لتجارب داخاو لانخفاض حرارة الجسم، بريغر ذكر ان تلدراسة لها كل مكونات الاحتيال العلمي وان جميع البيانات لا يمكنها ان تقدم العلم أو انقاذ حياة البشر    
 ارتفع الجدل ايضاً من استعمال نتائج اختبار الحرب البيولوجية الذي قام به الجيش الامبراطوري الياباني وحدة 731. النتائج من الوحدة 731 ابقيت سرية من قِبل الولايات المتحدة إلى ان تم العفو عن أغلبية الاطباء المشاركين.